# Praha-Čakovice
Praha-Čakovice – stacja kolejowa w Pradze, w Czechach przy ulicy Jizerskiej 78/2. Znajdują się tu 2 perony.